# Ильясов, Илья Имранович
Илья́ (Исла́м) Имра́нович Илья́сов (27 июня 1937, Москва — 7 июня 2024) — советский и российский психолог, доктор психологических наук, специалист в области психологии образования, заслуженный профессор МГУ им. М.В. Ломоносова, автор учебных пособий по педагогической психологии.
В 1995—2004 годах — заведующий кафедрой педагогической психологии и педагогики факультета психологии МГУ им. М. В. Ломоносова.

## Биография
Илья Ильясов является выходцем из села Ахты Ахтынского района Дагестана. По национальности лезгин. Окончил отделение психологии философского факультета МГУ им. М. В. Ломоносова (1967) и факультет английского языка Московского государственного института иностранных языков им. М. Тореза (1965). В 1985—1987 — председатель московского отделения Общества психологов СССР. В 2000 г. присвоено звание «Заслуженный профессор МГУ».
Специалист в области педагогической психологии. Тема кандидатской диссертации была посвящена проблемам экспериментального формирования навыков пространственного восприятия объектов, работа была выполнена под руководством В. Я. Дымерского (1973). Тема докторской диссертации Ильясова: «Структура и формирование процесса учения» (1988). И. И. Ильясов разработал обобщенную модель структуры процесса учения, описал учение как деятельность субъекта, выделил систему факторов эффективности учения и систему условий формирования общих учебных умений, изучил роль практических действий в познавательном развитии и усвоении учебного материала.
И. И. Ильясов преподавал в МГУ им. М. В. Ломоносова и других вузах курсы педагогической психологии, методики преподавания психологии, спецкурсы по теории учения в отечественной и зарубежной психологии, диагностике и формированию общих учебных умений.
И. И. Ильясов подготовил 19 кандидатов наук.
Умер 7 июня 2024 года в возрасте 86 лет.

## Основные публикации

### Монографии
- Структура процесса учения. М., 1986.
- Система эвристических приемов в решении задач. М., 1992.

### Учебники и методические пособия
- Практикум по педагогической психологии (в соавт.). М., 1979;
- Хрестоматия по возрастной и педагогической психологии. (в соавт.) Т.I. (1980), Т.2 (1981);
- Организация совместной работы студентов. (в соавт.). М., 1981.
- Научная работа студентов. (в соавт.). М., 1986;
- Проектирование курса обучения по дисциплине в вузе. (в соавт.). М., 1994.